# Kim Na-woon
Kim Na-woon (nascida em 11 de maio de 1970) é uma atriz sul-coreana. Fez sua estreia como atriz em 1987 e é mais ativa como atriz coadjuvante em dramas de televisão.

## Prêmios e indicações
| Ano  | Prêmio           | Categoria                              | Obra indicada                   | Resultado |
| ---- | ---------------- | -------------------------------------- | ------------------------------- | --------- |
| 1998 | MBC Drama Awards | Prêmio de excelência feminina em rádio | Pleasant Afternoon at 2 o'clock | Venceu    |
| 2008 | KBS Drama Awards | Melhor atriz coadjuvante               | Mom's Dead Upset                | Indicado  |